# Rue du Val-de-Marne
La rue du Val-de-Marne est une voie de Gentilly et du 13e arrondissement de Paris, en France.

## Situation et accès
Voie latérale au boulevard périphérique de Paris, elle débute au carrefour des rues de la Poterne-des-Peupliers et Jacques-Destrée à Paris et de l'avenue Gallieni à Gentilly. Elle marque le point de départ de la rue de Thiberville, passe le croisement de la rue Louis-Pergaud et de la rue Albert-Guilpin,  et se termine avenue de Mazagran (dénommée à cet endroit « place » de Mazagran) à Paris. Elle est située en partie sur le territoire de la commune de Gentilly.

## Origine du nom
Cette voie longe la limite des départements de Paris et du Val-de-Marne, entre Paris et Gentilly. 

## Historique
Provisoirement dénommée « AL/13 », elle prend son nom actuel le 22 septembre 1975.